# Люмьер (кинопремия, 2010)
15-я церемония вручения наград премии «Люмьер» за заслуги в области французского кинематографа за 2009 год состоялась 15 января 2010 года.

## Список лауреатов
Победители выделены жирным.
| Лучший фильм | Лучший режиссёр |
| --- | --- |
| Добро пожаловать - Пророк - В электрическом тумане - Коко до Шанель - Всё сначала | Жак Одиар — Пророк - Бертран Тавернье — В электрическом тумане - Анн Фонтен — Коко до Шанель - Филипп Льоре — Добро пожаловать - Ксавье Джанноли — Всё сначала   |
| Лучший актёр | Лучшая актриса |
| Тахар Рахим — Пророк - Франсуа Клюзе — Всё сначала - Иван Атталь — Похищение - Венсан Линдон — Добро пожаловать - Ромен Дюрис — Преследование | Изабель Аджани — Последний урок - Сандрин Киберлен — Мадемуазель Шамбон - Доминик Блан — Другая - Валерия Бруни-Тедески — Сожаления - Одри Тоту — Коко до Шанель |
| Многообещающему актёру | Многообещающей актрисе |
| Венсан Лакост и Антони Сониго — Красивые парни - Сами Сегир — Нёйи, её мать! - Фират Айверди — Добро пожаловать - Максим Годар — Маленький Николя (фильм) | Полин Этьен — Нам бы только день простоять... - Криста Тере — Лол - Геренс Ле Гийермик — Ёжик - Мати Диоп — 35 стопок рома - Жюли Соколовски — Хадевейх          |
| Лучший сценарий | Лучший фильм на французском языке |
| Отец моих детей — Миса Хансен-Лёве - Пророк — Жак Одиар, Тома Бидеген, Абдель Рауф Дафри и Николас Пефелли - Концерт — Ален-Мишель Блан, Эктор Кабельо Рейес, Тьерри Дегранди, Раду Михайляну и Мэттью Роббинс - Добро пожаловать — Оливье Адам, Филипп Льоре и Эммануэль Курколь - Ничего личного — Матиас Гокальп и Надин Ламари | Я убил свою маму - Les Saignantes - That Day - Hand of the Headless Man - Beyond the Ocean                                                                       |
| Лучшая операторская работа | World Audience Award (представлена TV5_Monde) |
| Глинн Спекарт — Всё сначала | Hand of the Headless Man — Гийом Маландрен и Стефани Маландрин                                                                                                   |